# Vila Nova de Monsarros
Pour les articles homonymes, voir Vila Nova.
Vila Nova de Monsarros est une paroisse civile portugaise (en portugais : freguesia) de la municipalité d'Anadia dans le district d'Aveiro.

## Démographie
Lors du recensement de 2021, Vila Nova de Monsarros compte 1 545 habitants.